# 3497 Innanen
3497 Innanen è un asteroide della fascia principale. Scoperto nel 1941, presenta un'orbita caratterizzata da un semiasse maggiore pari a 2,6885735 au e da un'eccentricità di 0,1524861, inclinata di 11,32923° rispetto all'eclittica.
L'asteroide è dedicato all'astronomo canadese Kimmo Innanen.